# سباق طواف فرنسا 1922
سباق طواف فرنسا 1922 من سلسلة سباقات سباق طواف فرنسا. أقيم هذا السباق في تاريخ 25 يونيو - 23 يوليو 1922 على 15 مراحل. بعد مرور 222 ساعة و08 دقيقة و06 ثانية وبعد طي 5372 كم بمتوسط 24.488 كم في الساعة فاز بالميدالية الذهبية فيرمين لامبوت من بلجيكا، فيما حصد جان ألافوان من فرنسا الميدالية الفضية، وكانت الميدالية البرونزية من نصيب فيليكس سيليه من بلجيكا.

## الميداليات
| ذهب                    | فضة                 | برونز                 |
| فيرمين لامبوت - بلجيكا | جان ألافوان - فرنسا | فيليكس سيليه - بلجيكا |